# Aderstedt (Huy)
Aderstedt is een plaats en voormalige gemeente in de Duitse deelstaat Saksen-Anhalt, en maakt deel uit van de Landkreis Harz.

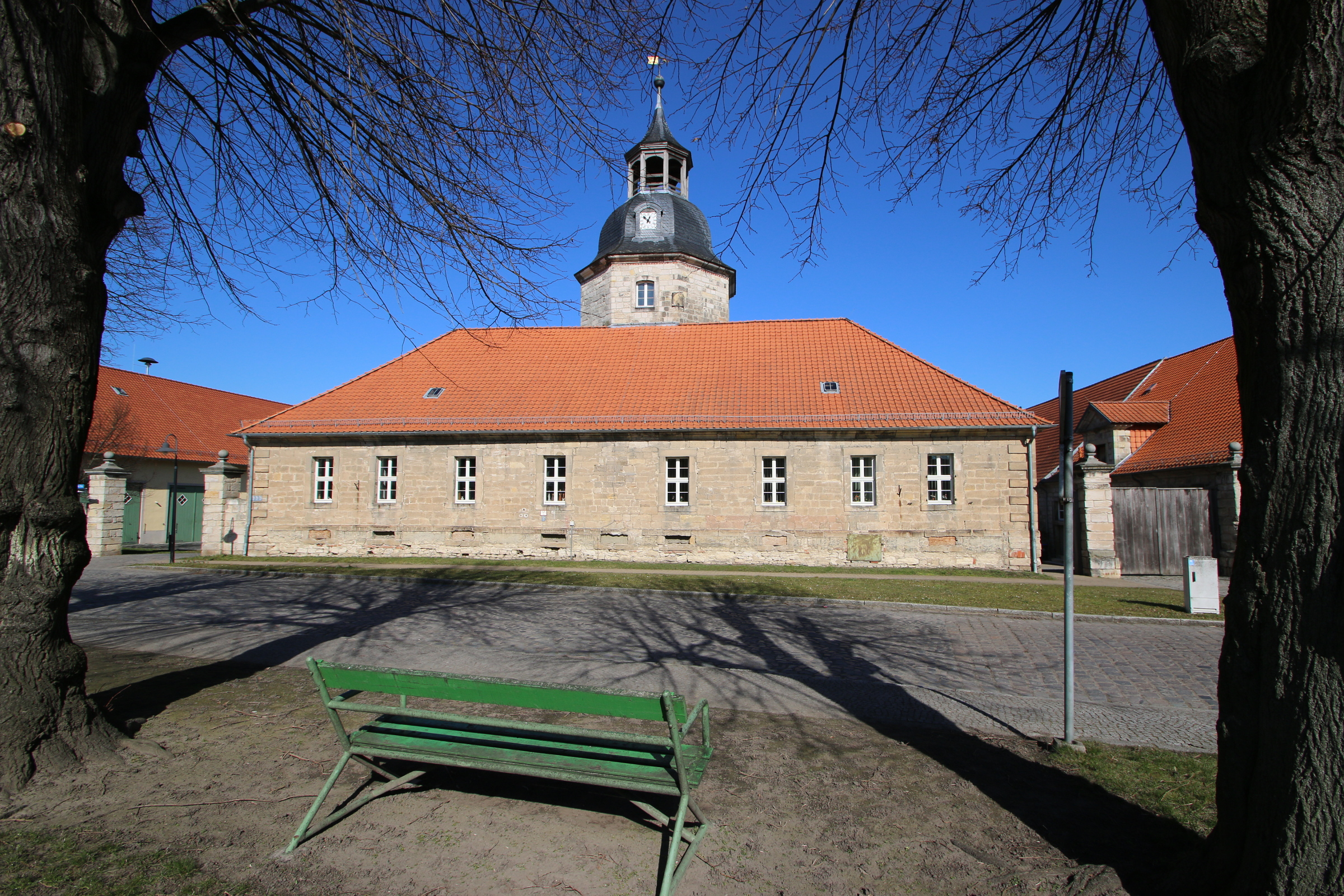
Landgoed Aderstedt

Aderstedt telt 345 inwoners.